# Cattedrale di San Gallo
La chiesa abbaziale di San Gallo e Sant'Otmar (in tedesco Stiftskirche St. Gallen) è la chiesa cattolica maggiore di San Gallo, abbaziale dell'omonima abbazia e cattedrale della diocesi di San Gallo. È iscritta alla lista del Patrimonio dell'Umanità dal 1983.

## Storia

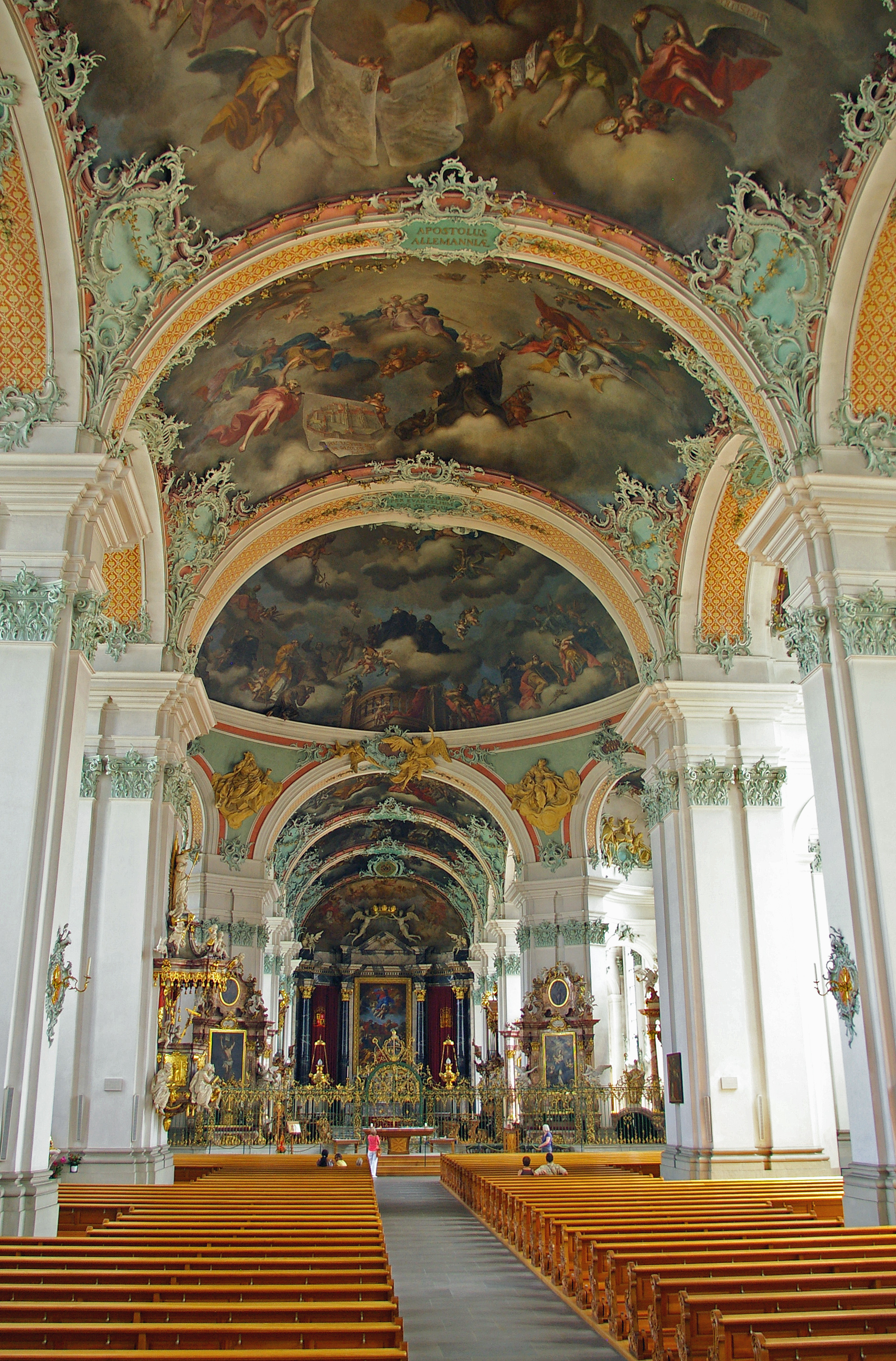
L'interno della Cattedrale è uno dei più importanti monumenti barocchi della Svizzera

La Cattedrale di San Gallo sorge sul sito dell'antica chiesa abbaziale fondata nell'VIII secolo, mentre la struttura attuale deriva da un progetto di ricostruzione barocca realizzato nel XVIII secolo. 
Nel XVIII secolo la chiesa romanica preesistente, divenuta obsoleta e degradatasi nel tempo, fu demolita per fare spazio a un nuovo edificio. I lavori iniziarono il 2 maggio 1755 con la demolizione della vecchia struttura, e la prima pietra fu posta il 29 agosto 1756 dall'abate Coelestin Gugger von Staudach, promotore del progetto di rinnovamento.
L’architetto Peter Thumb progettò la nuova chiesa, articolata intorno a una grande cupola centrale, con due navate laterali e un presbiterio profondo. Nel 1760 la navata fu completata e la chiesa fu consacrata il 15 novembre dello stesso anno.
Nei successivi anni si conclusero il coro e i due campanili, terminati nel 1766. I lavori di decorazione interna continuarono fino al 1772, con affreschi barocchi e stucchi rococò di Johann Christian Wentzinger, oltre alla realizzazione di confessionali e coro ligneo da Joseph Anton Feichtmayr (1763-1770) e al pulpito di Franz Anton Dirr nel 1786.
Nel XIX secolo, con la soppressione dell'abbazia nel 1805 e la successiva istituzione della diocesi di San Gallo nel 1847, la chiesa assunse la funzione di cattedrale. In questo periodo si registrarono interventi conservativi e restauri dovuti al naturale degrado e ad alcune modifiche funzionali.
Nel XX secolo, soprattutto dopo la seconda guerra mondiale, furono effettuati restauri finalizzati alla conservazione delle decorazioni interne e al consolidamento delle strutture portanti, in un contesto di tutela del patrimonio storico-artistico.
Nel primo ventennio del XXI secolo la Cattedrale di San Gallo ha mantenuto la sua funzione religiosa e culturale. Sono stati eseguiti interventi conservativi e di manutenzione ordinaria, in particolare dopo il riconoscimento come patrimonio culturale di rilevanza nazionale.

## Architettura

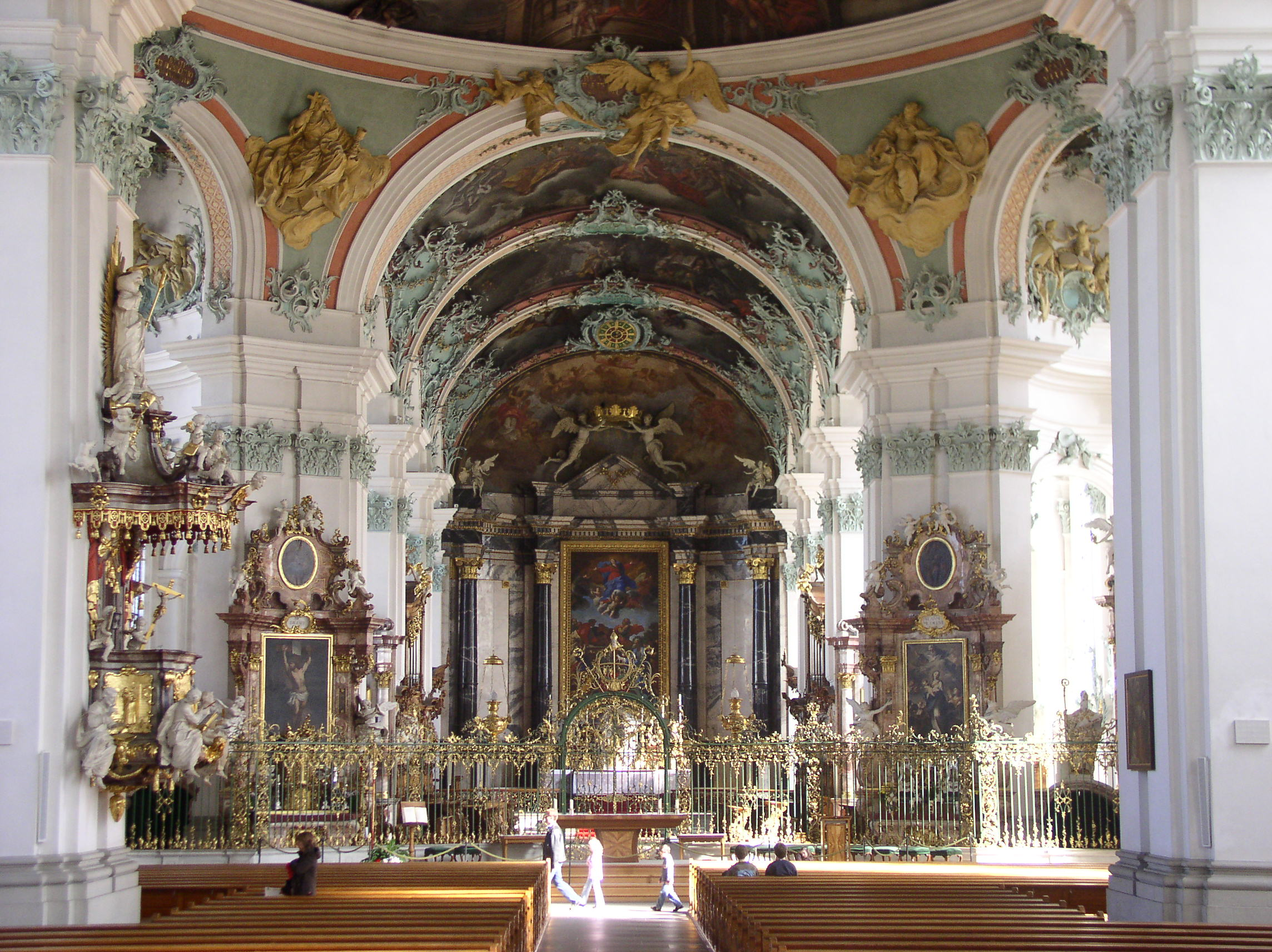
Veduta verso il presbiterio

La Cattedrale di San Gallo, caratterizzata da una struttura spaziale articolata e da una decorazione che integra elementi barocchi e rococò, rappresenta uno dei più importanti esempi di architettura barocca nella Svizzera orientale.
L’edificio si sviluppa attorno a una grande cupola centrale, elemento principale che domina la pianta della chiesa e ne definisce l'asse longitudinale. La cupola, sorretta da quattro pilastri, costituisce un punto focale che guida lo sguardo verso l’alto, secondo i principi della spiritualità tipica del barocco maturo.
L’interno è composto da una Navata centrale e due navate laterali, suddivise ciascuna in tre campate, che conducono a un profondo presbiterio. Questa configurazione conferisce all’edificio un senso di ampiezza e profondità, con particolare enfasi sulla centralità dell’altare maggiore.
La facciata, di impostazione simmetrica, presenta due campanili laterali che conferiscono slancio verticale e contribuiscono a definire il profilo urbano della città di San Gallo. I campanili, terminati nel 1766, sono caratterizzati da elementi decorativi barocchi quali cornici modanate e finestre a tutto sesto.
La decorazione interna è costituita da stucchi e affreschi realizzati secondo la tradizione della scuola di Wessobrunn, nota per la modellazione di complesse forme tridimensionali e la creazione di ambienti dinamici. Gli affreschi coprono la volta e le pareti, raffigurando temi sacri con una tavolozza luminosa e tipica del barocco maturo.
I confessionali e il coro ligneo, realizzati da Joseph Anton Feichtmayr tra il 1763 e il 1770, presentano lavorazioni lignee accurate e dettagli scolpiti con motivi floreali e religiosi, coerenti con il gusto rococò.
Il pulpito, datato 1786 e attribuito a Franz Anton Dirr, presenta forme sinuose e motivi decorativi come volute e foglie d’acanto, indicando una transizione stilistica dal barocco al rococò con anticipazioni neoclassiche.
Le soluzioni costruttive adottate da Peter Thumb riflettono le innovazioni strutturali del barocco europeo, combinando stabilità e leggerezza nelle volte e nei contrafforti interni, permettendo ampi spazi aperti con un uso limitato di pilastri intermedi.